# Otto Krabbe

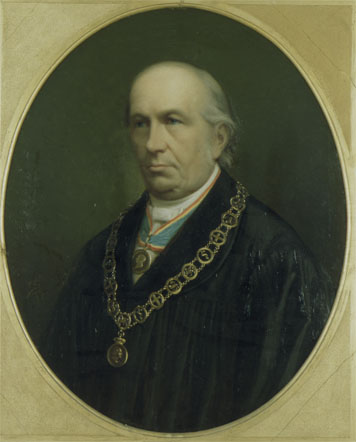
Otto Krabbe als Rektor der Universität Rostock; Gemälde von Theodor Schloepke

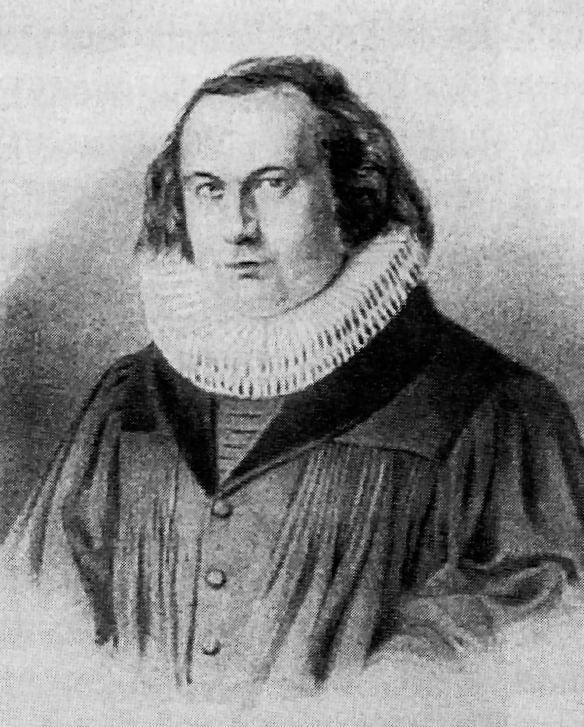
Otto Krabbe in jüngeren Jahren

Otto Carsten Krabbe, auch Otto Karsten Krabbe (* 27. Dezember 1805 in Hamburg; † 14. November 1873 in Rostock) war ein deutscher evangelisch-lutherischer Theologe, Hochschullehrer und mehrfach Rektor der Universität Rostock.

## Leben

### Herkunft und Familie
Otto Krabbe war der Sohn des Hamburger Kaufmanns Carsten Krabbe. 
Krabbe war zweimal verheiratet. Seine erste Frau Elfriede, geb. Voigt (1807–1843), starb bald nach der Übersiedlung nach Rostock. Nach sieben Jahren als Witwer heiratete er 1850 in Rostock Albertine (Louise), geb. Heufemann (1813–1878), Tochter eines Gallerie-Inspektors von Sanssouci in Potsdam. Ein Sohn aus erster Ehe, Johannes Krabbe (1839–1901), wurde Pastor am Stift Bethlehem in Ludwigslust.

### Werdegang
Er besuchte die Gelehrtenschule des Johanneums in Hamburg und studierte ab 1826 Evangelische Theologie an den Universitäten Bonn und Berlin. In Berlin wurde er Schüler von Friedrich Schleiermacher und August Neander. 1829 wurde er an der Universität Göttingen zum Dr. phil. promoviert.
Nach einer Zeit als Privatlehrer wurde er 1833 Professor der Biblischen Philologie am Akademischen Gymnasium in Hamburg und erreichte durch öffentliche Vorträge und Publikationen in den Folgejahren eine große Breitenwirkung. 1839 wurde er dafür mit der Verleihung des theologischen Ehrendoktors bei Anlass des märkischen Reformationsjubiläums durch die Theologische Fakultät der Berliner Universität geehrt. Einen Ruf an die Kaiserliche Universität Dorpat im selben Jahr schlug er aus.
1840 berief ihn Großherzog Paul Friedrich von Mecklenburg-Schwerin zum ordentlichen Professor der Theologie und zum Universitätsprediger der Universität Rostock. Neben seinen Vorlesungen über systematische und praktische Theologie einschließlich der Leitung des homiletischen Seminars las er regelmäßig über Kirchengeschichte und engagierte sich in Universitätsangelegenheiten. Zwischen 1851 und 1869 war er sechs Mal Rektor der Universität und initiierte den Neubau ihres Hauptgebäudes. Durch sein mehrbändiges Werk Aus dem kirchlichen und wissenschaftlichen Leben Rostocks machte er die Geschichte der Universität zugänglich.
Von 1844 bis 1847 war er Mitredakteur des Mecklenburgischen Kirchenblattes. Krabbe entwickelte sich zu einem der wichtigsten Vertreter des konservativen Neuluthertums in Mecklenburg. Seit 1851 Mitglied des großherzoglichen Konsistoriums, verfasste Krabbe im Streit um die liberalen Ansichten seines Rostocker Kollegen Michael Baumgarten das Konsistorialerachten, das Baumgarten unter anderem Bekämpfung der in der Konkordienformel festgelegten Kirchenlehre und Bruch eidlich angelobter Verpflichtungen vorwarf und das 1858 zu Baumgartens Entlassung führte.

## Auszeichnungen
- Medaille für Kunst und Wissenschaft (Mecklenburg-Schwerin) in Gold

## Werke
- De codice canonum qui Apostolorum nomine circumseruntur. Diss. Göttingen 1829
- Über den Ursprung und den Inhalt der apostolischen Constitutionen des Clemens Romanus: Ein historisch-kritischer Versuch. Hamburg: Perthes 1829

Digitalisat (Harvard)
Volltext/Digitalisat (Bayerische Staatsbibliothek)
- Quaestionum de Hoseae vaticiniis specimen. Schulprogramm 1836
- Ecclesiae evangelicae Hamburgi instauratae historia. Schulprogramm 1840
- Die Lehre von der Sünde und vom Tode in ihrer Beziehung zueinander und zu der Auferstehung Christi. Hamburg: Perthes 1836

Volltext/Digitalisat (Bayerische Staatsbibliothek)
- Vorlesungen über das Leben Jesu für Theologen und Nichttheologen mit Rücksicht auf das Leben Jesu von Strauß und die darauf sich beziehende Literatur. Hamburg: Meißner 1839

Volltext/Digitalisat (Bayerische Staatsbibliothek)
- Bemerkungen über die Stellung der Apologetik zur heiligen Schrift. Hamburg 1842.
- Die evangelische Landeskirche Preußens und ihr öffentliches Rechtsverhältnis. 1849

Digitalisat (Bayerische Staatsbibliothek)
- August Neander, ein Beitrag zu seiner Charakteristik. 1852

Volltext/Digitalisat (Bayerische Staatsbibliothek)
- Die Universität Rostock im 15. und 16. Jahrhundert. 1854

Digitalisat Band 1 (Bayerische Staatsbibliothek)
Digitalisat Band 2 (Bayerische Staatsbibliothek)
- Ueber das in der Sache des Professors Dr. Baumgarten erforderte und abgegebene Erachten des großherzoglich mecklenburgischen Consistoriums. Schwerin 1858

Volltext/Digitalisat (Bayerische Staatsbibliothek)
- Das Bekenntniß der lutherischen Kirche und die in Sachen des Professors Dr. Baumgarten abgegebenen Gutachten der theologischen Facultäten zu Göttingen und Greifswald. Berlin: Schlawitz 1859

Volltext/Digitalisat (Bayerische Staatsbibliothek)
- Aus dem kirchlichen und wissenschaftlichen Leben Rostocks. Berlin: Schlawitz 1863

Volltext/Digitalisat (Bayerische Staatsbibliothek)
- Heinrich Müller und seine Zeit. Rostock: Adler 1866

Volltext/Digitalisat (Bayerische Staatsbibliothek)
- David Chyträus. 1870
- Wider die gegenwärtige Richtung des Staatslebens im Verhältniß zur Kirche. 1873